# 伊利亞姆納火山
伊利亞姆納火山是美國阿拉斯加州的火山，位於庫克灣西岸，屬於奇格米特山脈的一部分，距離安克雷奇215公里，海拔高度3,054公尺，最近一次火山噴發在1876年左右發生。

## 外部連結
- U.S. Geological Survey Open-File Report 95-271（页面存档备份，存于）
- Alaska Volcano Observatory（页面存档备份，存于）